# Fovu Baham
Fovu Club de Baham w skrócie Fovu Baham – kameruński klub piłkarski grający w kameruńskiej pierwszej lidze, mający siedzibę w mieście Baham.

## Sukcesy
- Première Division[1]:
  - mistrzostwo (1): 2000

- Puchar Kamerunu[2]:
  - zwycięstwo (2): 2001, 2010

- Superpuchar Kamerunu[2]:
  - zwycięstwo (1): 2001

## Występy w afrykańskich pucharach
| Sezon | Rozgrywki                 | Runda   | Kraj         | Klub                         | Dom | Wyjazd | Dwumecz      |
| ----- | ------------------------- | ------- | ------------ | ---------------------------- | --- | ------ | ------------ |
| 2001  | Liga Mistrzów             | 1       | Angola       | Atlético Petróleos de Luanda | 2–2 | 2–3    | 4–5          |
| 2002  | Puchar Zdobywców Pucharów | 1       | Rwanda       | Les Citadins FC              | 1–0 | 3–1    | 4–1          |
| 2002  | Puchar Zdobywców Pucharów | 2       | Kongo        | AS Police Brazzaville        | 0–0 | 0–0    | 0–0 (k. 3–4) |
| 2011  | Puchar Konfederacji       | wstępna | Burkina Faso | US des Forces Armées         | 2–1 | 1–3    | 3–4          |

## Stadion
Domowe mecze klub rozgrywa na stadionie o nazwie Stade de Baham w Baham. Stadion może pomieścić 7000 widzów